# Позьжадло-Велике
Позьжадло-Велике (пол. Poźrzadło Wielkie, нім. Groß Spiegel) — село в Польщі, у гміні Каліш-Поморський Дравського повіту Західнопоморського воєводства.
Населення — 145 осіб (2011).
У 1975-1998 роках село належало до Кошалінського воєводства.

## Демографія
Демографічна структура станом на 31 березня 2011 року:
|          | Загалом | Допрацездатний вік | Працездатний вік | Постпрацездатний вік |
| -------- | ------- | ------------------ | ---------------- | -------------------- |
| Чоловіки | 78      | 13                 | 61               | 4                    |
| Жінки    | 67      | 11                 | 37               | 19                   |
| Разом    | 145     | 24                 | 98               | 23                   |